# Viktor Sheiman
Viktor Vladimirovich Sheiman (26 de mayo de 1958) es un político bielorruso.
Se graduó en la Escuela de Banderas Rojas del Comando de Tanques Blagoveshchenskoe en la región de Gorky y en la Academia del Ministerio del Interior de la República de Bielorrusia en Minsk. Sirvió en las Tropas Aerotransportadas Soviéticas, y participó en la Guerra Soviética-Afgana, alcanzando finalmente el rango de General de División. En 1990 fue elegido diputado del Soviet Supremo de la República Socialista Soviética de Bielorrusia por la circunscripción de Brest, cargo que ocupó hasta 1994. También fue Secretario de la Comisión del Soviet Supremo para cuestiones de seguridad nacional, defensa y control de la delincuencia. Ha apoyado activamente a Aleksandr Lukashenko desde su elección en 1994. El 5 de agosto de 1994, día en que se creó el Consejo de Seguridad de Bielorrusia por decreto presidencial, fue nombrado Secretario del Consejo de Seguridad de Bielorrusia.
El 10 de agosto de 1994, fue nombrado miembro de la Junta del Ministerio de Defensa de Bielorrusia. El 12 de agosto de 1994, fue nombrado miembro del Ministerio del Interior. Del 16 de diciembre de 1995 al 27 de noviembre de 2000, ocupó los cargos de Secretario del Consejo de Seguridad de Bielorrusia y Ministro del Interior. El 27 de noviembre de 2000 fue destituido del puesto de secretario del Consejo de Seguridad y nombrado asistente del presidente para la Seguridad Nacional. Del 28 de noviembre de 2000 al 29 de noviembre de 2004, fue fiscal general de Bielorrusia.
Del 29 de noviembre de 2004 al 4 de enero de 2006, fue jefe de la administración del presidente de Bielorrusia.
El 20 de marzo de 2006 fue nombrado nuevamente secretario del Consejo de Seguridad de Bielorrusia.
El 21 de abril de 2007, fue nombrado Copresidente de la Comisión Conjunta Bielorrusia-Venezuela.
En enero de 2009, el Secretario de Prensa del Consejo de Seguridad de Bielorrusia declaró que Viktor Sheiman fue nombrado Asistente del presidente para las Comisiones Especiales.
Ha sido criticado por utilizar su cargo como fiscal general para cerrar un periódico de oposición Svaboda. Grupos políticos de oposición y organizaciones internacionales de derechos humanos acusan a Sheiman de organizar "escuadrones de la muerte" responsables de matar a miembros de grupos delictivos organizados, políticos de la oposición y al camarógrafo del Canal Uno ruso Dzmitry Zavadski.
A partir de 2021, Viktor Sheiman está incluido en la lista negra de EE. UU., La UE, el Reino Unido y Suiza. Estados Unidos extendió las sanciones, creyendo que Viktor Sheiman se convirtió en una barrera para los procesos democráticos en Bielorrusia. En junio de 2022, Sheiman también cayó bajo las sanciones de Canadá. En agosto de 2023, Canadá incluyó además en la lista de sanciones  a Sergei y Olga Sheiman, y a Anna Pushkareva, hijos de Viktor Sheiman y un presunto socio comercial, respectivamente.
Según los Pandora Papers, el hijo de Viktor Sheiman, Sergei Sheiman, poseía el 50% de la empresa offshore "Midlands Goldfields Foundation" (establecida en 2017) y el empresario bielorruso-estadounidense Aleksandr Zingman poseía otro 50%. Esta empresa (a través de la británica "Midlands Goldfields Limited") poseía el 70% de "Zim GoldFields Limited", que operaba proyectos de exploración y extracción de oro en Zimbabwe. Viktor Sheiman visitó Zimbabwe y luego informó sobre el gran acuerdo minero con este país. Según el Proyecto de Informes sobre el Crimen Organizado y la Corrupción, Viktor Sheiman y Aleksandr Zingman visitaron Zimbabwe juntos. El politólogo Vytis Jurkonis caracterizó el plan offshore con una empresa de Zingman y el hijo de Sheiman como un ejemplo de nepotismo y conflicto de intereses.